# Gracilentulus gracilis
Gracilentulus gracilis är en urinsektsart som först beskrevs av Berlese 1908.  Gracilentulus gracilis ingår i släktet Gracilentulus och familjen lönntrevfotingar. Inga underarter finns listade i Catalogue of Life.